# Гарві (Айова)
Гарві (англ. Harvey) — місто (англ. city) в США, в окрузі Меріон штату Айова. Населення — 236 осіб (2020).

## Географія
Гарві розташоване за координатами 41°19′5″ пн. ш. 92°55′22″ зх. д. / 41.31806° пн. ш. 92.92278° зх. д. (41.317942, -92.922688).  За даними Бюро перепису населення США в 2010 році місто мало площу 1,75 км², уся площа — суходіл.

## Демографія
Згідно з переписом 2010 року, у місті мешкало 235 осіб у 109 домогосподарствах у складі 63 родин. Густота населення становила 134 особи/км².  Було 117 помешкань (67/км²).
Расовий склад населення:
| - 97,4 % — білих - 1,3 % — азіатів - 0,4 % — корінних американців |

До двох чи більше рас належало 0,0 %. Частка іспаномовних становила 0,9 % від усіх жителів.
За віковим діапазоном населення розподілялося таким чином: 18,3 % — особи молодші 18 років, 63,0 % — особи у віці 18—64 років, 18,7 % — особи у віці 65 років та старші. Медіана віку мешканця становила 44,9 року. На 100 осіб жіночої статі у місті припадало 100,9 чоловіків;  на 100 жінок у віці від 18 років та старших — 108,7 чоловіків також старших 18 років.
Середній дохід на одне домашнє господарство  становив 56 088 доларів США (медіана — 44 375), а середній дохід на одну сім'ю — 50 265 доларів (медіана — 55 000). За межею бідності перебувало 20,1 % осіб, у тому числі 29,2 % дітей у віці до 18 років та 12,5 % осіб у віці 65 років та старших.
Цивільне працевлаштоване населення становило 125 осіб. Основні галузі зайнятості: виробництво — 36,8 %, науковці, спеціалісти, менеджери — 12,8 %, освіта, охорона здоров'я та соціальна допомога — 8,8 %, мистецтво, розваги та відпочинок — 8,0 %.